# Signatech
La Signatech, precedentemente nota come Signature, è una scuderia motoristica francese in competizione in vari campionati tra cui la Formula 3, l'Euroseries e Le Mans Series. La sua sede centrale si trova a Bourges. La scuderia è stata creata da Philippe Sinault. È nota per aver vinto nel 2010 il campionato Europeo di Formula 3 con al volante Edoardo Mortara.

## Storia
Il team ha anche gareggiato sotto il nome di ARTA-Signature in Formula Renault V6 ed è stato associato al team britannico Ultimate Motorsport nella World Series Renault dal 2008. Si chiama Signature-Plus in Formula 3 Euroseries per il coinvolgimento di Textilot, che sponsorizza la squadra con il suo marchio "Plus".

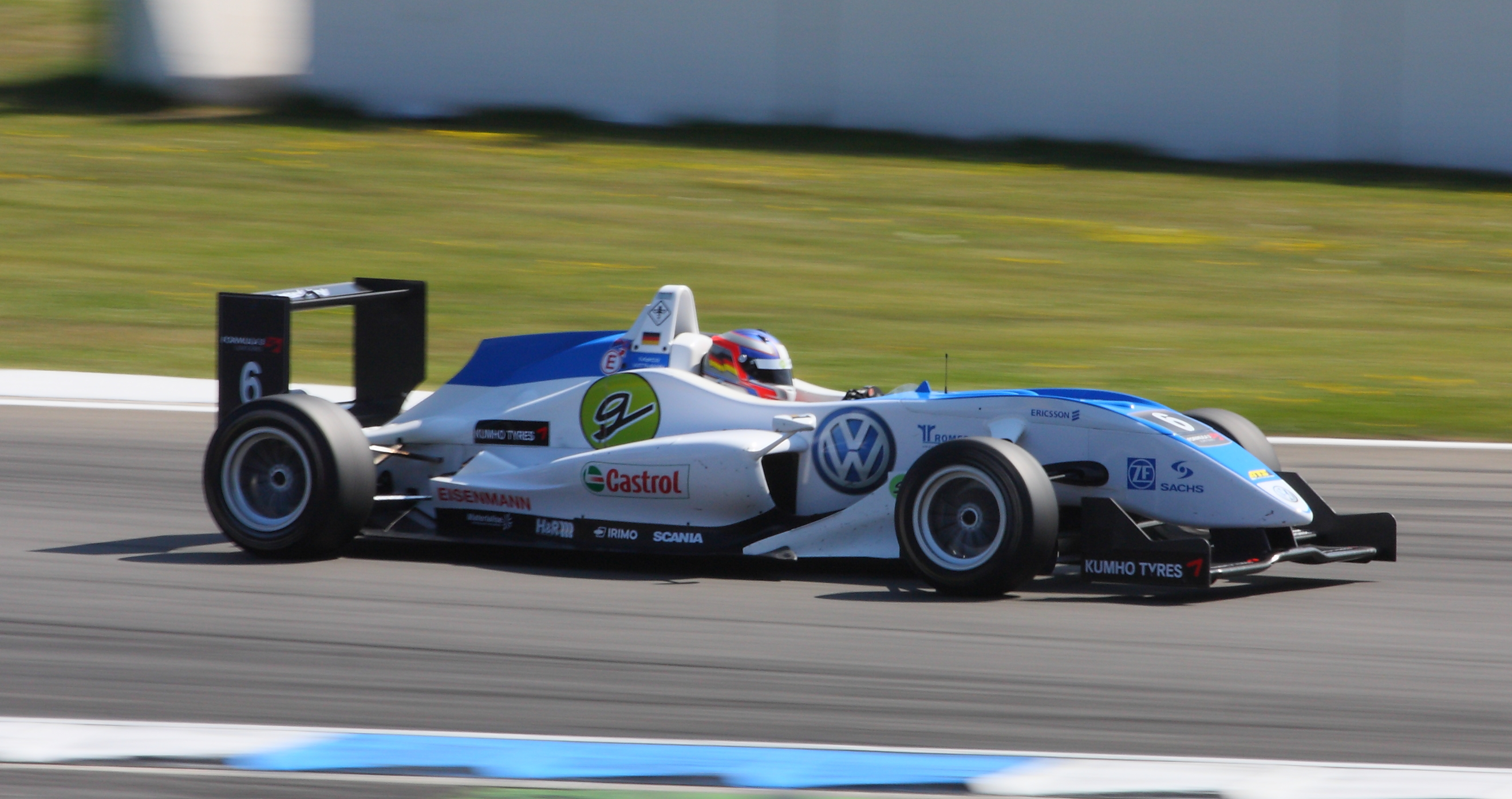
Marco Wittmann a Hockenheimring durante il campionato Formula 3 Euroseries 2010

Per la 24 Ore di Le Mans 2010, Signature-Plus ha stipulato un accordo con Aston Martin Racing per l'utilizzo di una Lola-Aston Martin B09/60 3. I piloti di questa vettura sono stati Vanina Ickx, Pierre Ragues e Franck Mailleux.
Nel 2011, Signature si è associata alla Nissan per portare i colori del marchio, e ingaggia il vincitore del GT Academy Lucas Ordóñez insieme a Franck Mailleux e Soheil Ayari. Il team è arrivato 2° nella 24 Ore di Le Mans nella classe LMP2 (9º assoluto) e ha vinto il campionato ILMP LMP2.
Il 2012 vede il team impegnarsi a Le Mans con due auto, ancora con Nissan come partner. La vettura numero 26, guidata dal trio Pierre Ragues, Nelson Panciatici e Rusinov ha finito 10° complessiva e 4° nella categoria LMP2.

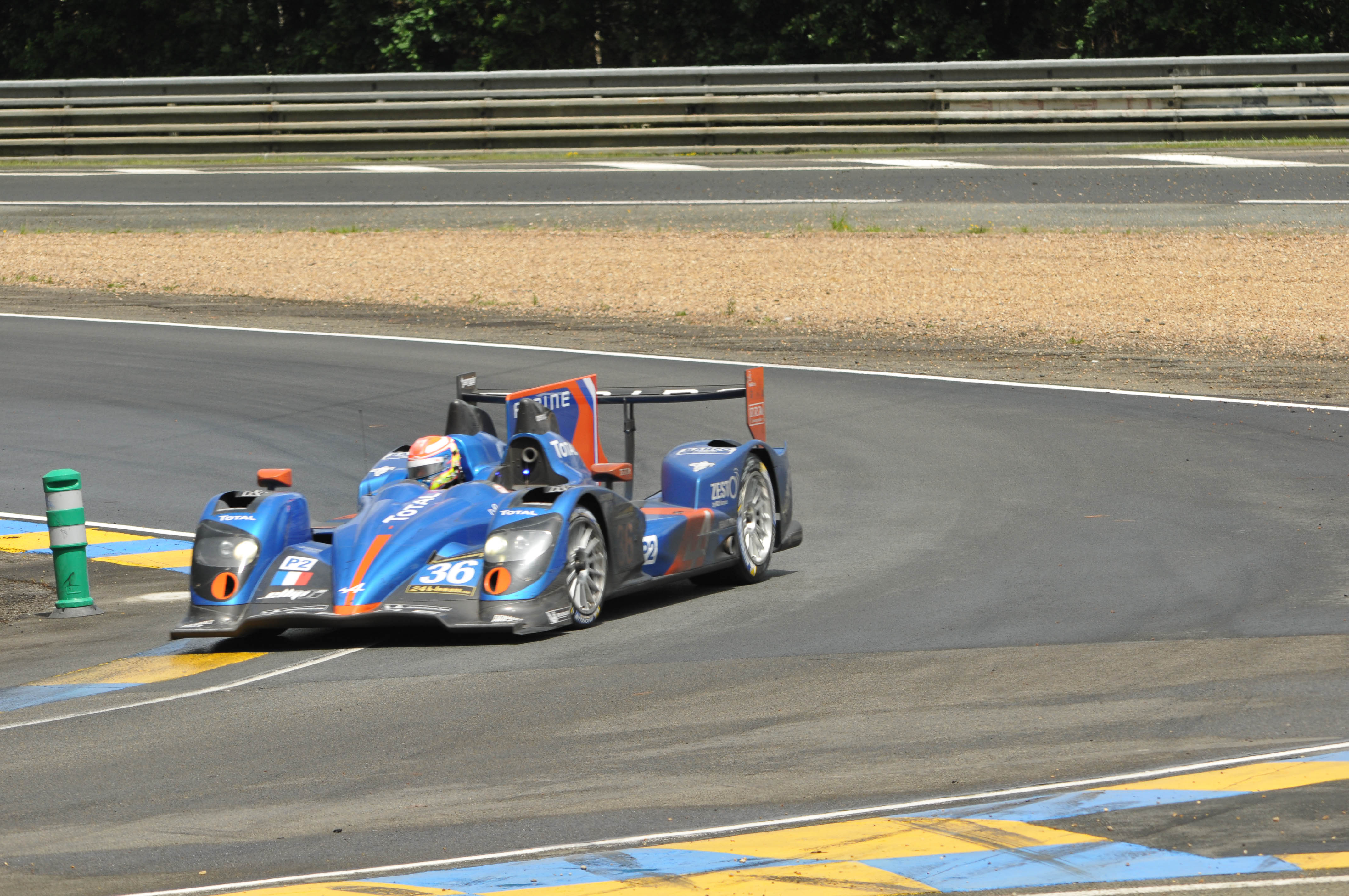
Vettura del team Signature a Le Mans nel 2013

 Nel 2013, la squadra ha partecipato con la Alpine A450 alla 24 Ore di Le Mans con i piloti Tristan Gommendy, Nelson Panciatici e Pierre Ragues sotto la dicitura "Signatech-Alpine". Nella European Le Mans Series 2013, Pierre Ragues e Nelson Panciatici vincono la 3 Ore di Budapest e portano i piloti e i titoli delle squadre nella Le Mans Series europea.
Nel 2014, la squadra mantiene il titolo europeo con la Alpian A450b guidata da Nelson Panciatici, Paul-Loup Chatin e Oliver Webb. La stagione è segnata da una vittoria al Red Bull Ring e un terzo posto alla 24 Ore di Le Mans nella categoria LMP2.
Nel 2015, la Signatech-Alpine ha partecipato con Alpina A450b al Campionato Mondiale FIA Endurance con l'equipaggio Nelson Panciatici, Paul-Loup Chatin e Vincent Capillaire, con quest'ultimo che sarà sostituito dal pilota Tom Dillmann nelle ultime due gare. La squadra vince nella categoria LMP2 la 6 ore di Shangai.
Nel 2016, Signatech-Alpine utilizzato due A460 per il FIA Endurance World Championship. Il team ha ottenuto la sua prima vittoria con la vettura numero 36 alle 6 ore di Spa nella categoria LMP2. Questa vettura ha vinto anche la 6 ore del Nurburgring e la 6 ore del Circuito delle Americhe. Con 4 vittorie e 3 podi alla fine della stagione, l'equipaggio con vettura numero 36 ha vinto il titolo mondiale nella categoria LMP2.

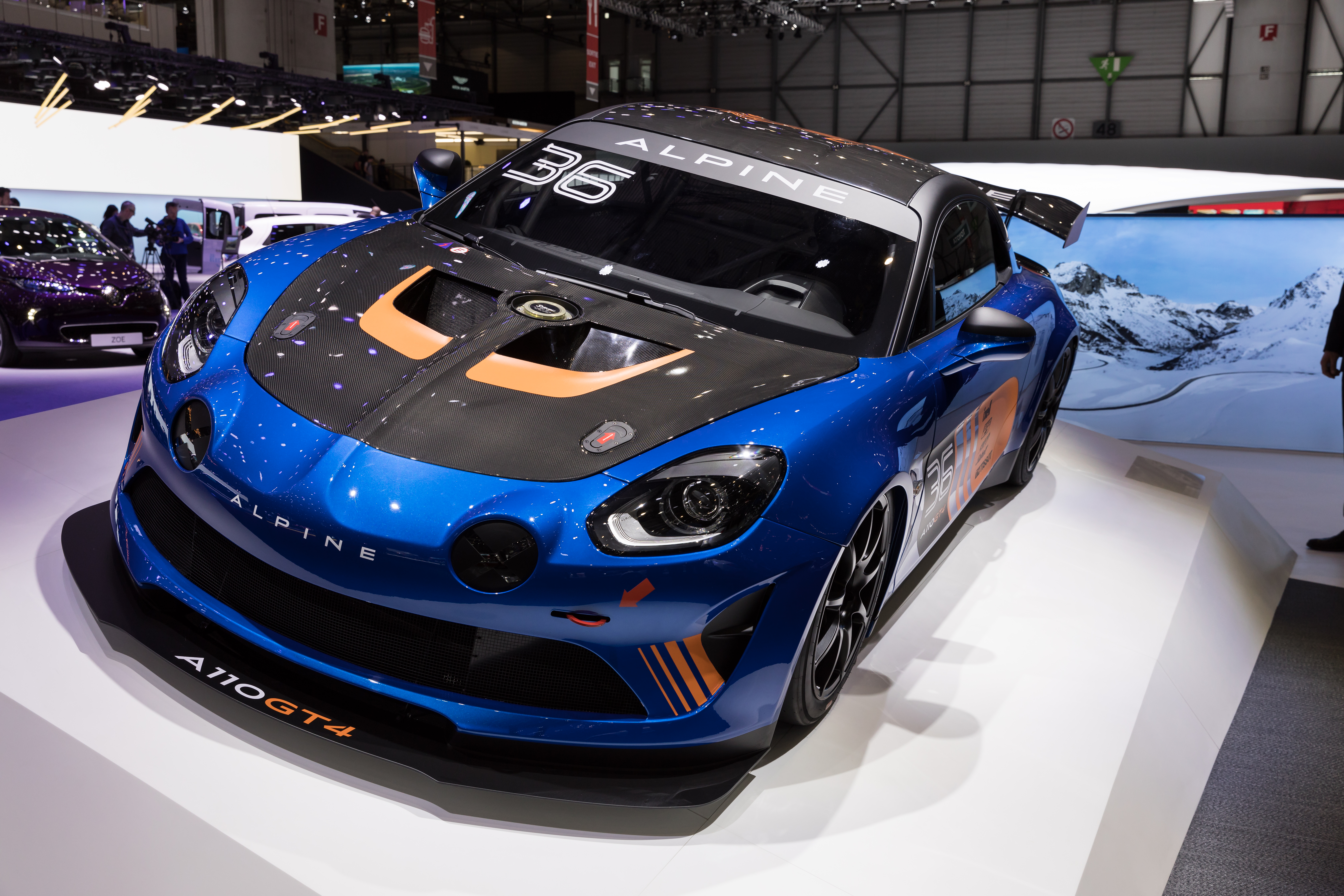
Alpina A110 GT4, vettura realizzata con la collaborazione Signature

Nel 2017, in cui vi è il cambio nome in Signatech-Alpine-Matmut, derivato dal nome del suoi principali partner, il team utilizza 2 Alpine A470 con il proprio nome nel campionato FIA WEC. La vettura numero 35 è affidato a Pierre Ragues e André Negrao.
Nel 2018 collabora alla realizzazione, insieme alla Alpine già partner nelle gare endurance, della A110 GT4 versione da gara della vettura omonima.

## Risultati

### Campionato del mondo endurance
| Anno      | Classe   | Vettura      | Pilota              | 1       | 2       | 3       | 4       | 5       | 6       | 7      | 8      | 9     | PP  | Punti | PC  | Punti |
| --------- | -------- | ------------ | ------------------- | ------- | ------- | ------- | ------- | ------- | ------- | ------ | ------ | ----- | --- | ----- | --- | ----- |
| 2012      | LMP2     | Oreca 03     | Olivier Lombard     | SEB Rit | SPA 28  | LMS 14  | SIL Rit | SPL Rit | BHR 7   | FUJ 15 | SHA 11 |       | 30° | 8,5   | 6°  | 60    |
| 2012      | LMP2     | Oreca 03     | Jordan Tresson      | SEB Rit | SPA 28  | LMS 14  | SIL Rit | SPL Rit | BHR 7   | FUJ 15 | SHA 11 |       | 30° | 8,5   | 6°  | 60    |
| 2012      | LMP2     | Oreca 03     | Franck Mailleux     | SEB Rit | SPA 28† | LMS 14  | SIL Rit | SPL Rit | BHR 7   | FUJ 15 | SHA 11 |       | 31° | 8     | 6°  | 60    |
| 2012      | LMP2     | Oreca 03     | Nelson Panciatici   | SEB     | SPA 25  | LMS 8   | SIL 10  | SPL 4   | BHR 10  | FUJ NP | SHA 13 |       | 25° | 11,5  | —   | —     |
| 2012      | LMP2     | Oreca 03     | Roman Rusinov       | SEB     | SPA 25  | LMS 8   | SIL 10  | SPL 4   | BHR 10  | FUJ NP | SHA 13 |       | 25° | 11,5  | —   | —     |
| 2012      | LMP2     | Oreca 03     | Pierre Ragues       | SEB     | SPA 25  | LMS 8   | SIL 10  | SPL 4   | BHR 10  | FUJ NP | SHA 13 |       | 25° | 11,5  | —   | —     |
| 2015      | LMP2     | Alpine A450b | Nelson Panciatici   | SIL Rit | SPA 4   | LMS Rit | NÜR 5   | CDA 6   | FUJ 2   | SHA 1  | BHR 4  |       | 4°  | 86    | 4°  | 86    |
| 2015      | LMP2     | Alpine A450b | Paul-Loup Chatin    | SIL Rit | SPA 4   | LMS Rit | NÜR 5   | CDA 6   | FUJ 2   | SHA 1  | BHR 4  |       | 4°  | 86    | 4°  | 86    |
| 2015      | LMP2     | Alpine A450b | Vincent Capillaire  | SIL Rit | SPA 4   | LMS Rit | NÜR 5   | CDA 6   | FUJ 2   | SHA    | BHR    |       | 12° | 48    | 4°  | 86    |
| 2015      | LMP2     | Alpine A450b | Tom Dillmann        | SIL     | SPA     | LMS     | NÜR     | CDA     | FUJ     | SHA 1  | BHR 4  |       | 13° | 38    | 4°  | 86    |
| 2016      | LMP2     | Alpine A460  | Gustavo Menezes     | SIL 4   | SPA 1   | LMS 1   | NÜR 1   | MES 2   | CDA 1   | FUJ 3  | SHA 4  | BHR 3 | 1°  | 199   | 1°  | 199   |
| 2016      | LMP2     | Alpine A460  | Nicolas Lapierre    | SIL 4   | SPA 1   | LMS 1   | NÜR 1   | MES 2   | CDA 1   | FUJ 3  | SHA 4  | BHR 3 | 1°  | 199   | 1°  | 199   |
| 2016      | LMP2     | Alpine A460  | Stéphane Richelmi   | SIL 4   | SPA 1   | LMS 1   | NÜR 1   | MES 2   | CDA 1   | FUJ 3  | SHA 4  | BHR 3 | 1°  | 199   | 1°  | 199   |
| 2017      | LMP2     | Alpine A470  | Gustavo Menezes     | SIL 4   | SPA 5   | LMS 5   | NÜR 3   | MES 2   | CDA 1   | FUJ 2  | SHA 2  | BHR 4 | 4°  | 151   | 3°  | 151   |
| 2017      | LMP2     | Alpine A470  | Matt Rao            | SIL 4   | SPA 5   | LMS 5   | NÜR 3   | MES 3   | CDA 6   | FUJ 5  | SHA 9  | BHR 6 | 7°  | 100   | 3°  | 151   |
| 2017      | LMP2     | Alpine A470  | Nicolas Lapierre    | SIL 4   | SPA     | LMS     | NÜR 3   | MES 2   | CDA 1   | FUJ 2  | SHA 2  | BHR 4 | 6°  | 121   | 3°  | 151   |
| 2017      | LMP2     | Alpine A470  | Romain Dumas        | SIL     | SPA 5   | LMS 5   | NÜR     | MES     | CDA     | FUJ    | SHA    | BHR   | 21° | 30    | 3°  | 151   |
| 2017      | LMP2     | Alpine A470  | André Negrão        | SIL     | SPA 6   | LMS 3   | NÜR Rit | MES 2   | CDA 1   | FUJ 2  | SHA 2  | BHR 4 | 5°  | 132   | 10° | 38    |
| 2017      | LMP2     | Alpine A470  | Nelson Panciatici   | SIL     | SPA 6   | LMS 3   | NÜR Rit | MES     | CDA     | FUJ    | SHA    | BHR   | 20° | 38    | 10° | 38    |
| 2017      | LMP2     | Alpine A470  | Pierre Ragues       | SIL     | SPA 6   | LMS 3   | NÜR Rit | MES     | CDA     | FUJ    | SHA    | BHR   | 20° | 38    | 10° | 38    |
| 2018-2019 | LMP2     | Alpine A470  | Nicolas Lapierre    | SPA 2   | LMS 1   | SIL 3   | FUJ 3   | SHA 3   | SEB 2   | SPA 2  | LMS 1  |       | 1°  | 181   | 1°  | 181   |
| 2018-2019 | LMP2     | Alpine A470  | André Negrão        | SPA 2   | LMS 1   | SIL 3   | FUJ 3   | SHA 3   | SEB 2   | SPA 2  | LMS 1  |       | 1°  | 181   | 1°  | 181   |
| 2018-2019 | LMP2     | Alpine A470  | Pierre Thiriet      | SPA 2   | LMS 1   | SIL 3   | FUJ 3   | SHA 3   | SEB 2   | SPA 2  | LMS 1  |       | 1°  | 181   | 1°  | 181   |
| 2019-2020 | LMP2     | Alpine A470  | André Negrão        | SIL 2   | FUJ 6   | SHA 4   | BHR 4   | CDA 6   | SPA Rit | LMS 3  | BHR 5  |       | 8°  | 109   | 5°  | 109   |
| 2019-2020 | LMP2     | Alpine A470  | Thomas Laurent      | SIL 2   | FUJ 6   | SHA 4   | BHR 4   | CDA 6   | SPA Rit | LMS 3  | BHR 5  |       | 8°  | 109   | 5°  | 109   |
| 2019-2020 | LMP2     | Alpine A470  | Pierre Ragues       | SIL 2   | FUJ 6   | SHA 4   | BHR 4   | CDA 6   | SPA Rit | LMS 3  | BHR 5  |       | 8°  | 109   | 5°  | 109   |
| 2021      | Hypercar | Alpine A480  | Nicolas Lapierre    | SPA 2   | POR 3   | MNZ 2   | LMS 3   | BHR 3   | BHR 3   |        |        |       | 3°  | 128   | 2°  | 128   |
| 2021      | Hypercar | Alpine A480  | André Negrão        | SPA 2   | POR 3   | MNZ 2   | LMS 3   | BHR 3   | BHR 3   |        |        |       | 3°  | 128   | 2°  | 128   |
| 2021      | Hypercar | Alpine A480  | Matthieu Vaxivière  | SPA 2   | POR 3   | MNZ 2   | LMS 3   | BHR 3   | BHR 3   |        |        |       | 3°  | 128   | 2°  | 128   |
| 2022      | Hypercar | Alpine A480  | Nicolas Lapierre    | SEB 1   | SPA 2   | LMS 4   | MNZ 1   | FUJ 3   | BHR 3   |        |        |       | 2°  | 144   | 2°  | 144   |
| 2022      | Hypercar | Alpine A480  | André Negrão        | SEB 1   | SPA 2   | LMS 4   | MNZ 1   | FUJ 3   | BHR 3   |        |        |       | 2°  | 144   | 2°  | 144   |
| 2022      | Hypercar | Alpine A480  | Matthieu Vaxivière  | SEB 1   | SPA 2   | LMS 4   | MNZ 1   | FUJ 3   | BHR 3   |        |        |       | 2°  | 144   | 2°  | 144   |
| 2023      | LMP2     | Oreca 07     | Matthieu Vaxivière  | SEB 8   | POR 8   | SPA 7   | LMS 3   | MNZ 2   | FUJ 5   | BHR 7  |        |       | 7°  | 83    | 8°  | 83    |
| 2023      | LMP2     | Oreca 07     | Charles Milesi      | SEB 8   | POR 8   | SPA 7   | LMS 3   | MNZ 2   | FUJ 5   | BHR 7  |        |       | 7°  | 83    | 8°  | 83    |
| 2023      | LMP2     | Oreca 07     | Julien Canal        | SEB 8   | POR 8   | SPA 7   | LMS 3   | MNZ 2   | FUJ 5   | BHR 7  |        |       | 7°  | 83    | 8°  | 83    |
| 2023      | LMP2     | Oreca 07     | André Negrão        | SEB Rit | POR 10  | SPA 8   | LMS 7   | MNZ 8   | FUJ 11  | BHR 10 |        |       | 18° | 23    | 11° | 23    |
| 2023      | LMP2     | Oreca 07     | Olli Caldwell       | SEB Rit | POR 10  | SPA 8   | LMS 7   | MNZ 8   | FUJ 11  | BHR 10 |        |       | 18° | 23    | 11° | 23    |
| 2023      | LMP2     | Oreca 07     | Memo Rojas          | SEB Rit | POR 10  | SPA 8   | LMS 7   | MNZ 8   | FUJ 11  | BHR 10 |        |       | 18° | 23    | 11° | 23    |
| 2024      | Hypercar | Alpine A424  | Mick Schumacher     | QAT 11  | ITA 16  | SPA 12  | LMS Rit | SAN 10  | CDA 9   | FUJ 3  | BHR 9  |       | 22º | 21    | 4º  | 70    |
| 2024      | Hypercar | Alpine A424  | Matthieu Vaxivière  | QAT 11  | ITA 16  | SPA 12  | LMS Rit | SAN 10  | CDA 9   | FUJ 3  | BHR 9  |       | 22º | 21    | 4º  | 70    |
| 2024      | Hypercar | Alpine A424  | Nicolas Lapierre    | QAT 11  | ITA 16  | SPA 12  | LMS Rit | SAN 10  | CDA 9   | FUJ 3  | BHR    |       | 23º | 18    | 4º  | 70    |
| 2024      | Hypercar | Alpine A424  | Charles Milesi      | QAT 7   | ITA 13  | SPA 9   | LMS Rit | SAN 12  | CDA 5   | FUJ 7  | BHR 9  |       | 17º | 30    | 4º  | 70    |
| 2024      | Hypercar | Alpine A424  | Paul-Loup Chatin    | QAT 7   | ITA 13  | SPA 9   | LMS Rit | SAN 12  | CDA 5   | FUJ    | BHR 4  |       | 18º | 29    | 4º  | 70    |
| 2024      | Hypercar | Alpine A424  | Ferdinand Habsburg  | QAT 7   | ITA     | SPA     | LMS Rit | SAN 12  | CDA 5   | FUJ 7  | BHR 4  |       | 11º | 43    | 4º  | 70    |
| 2024      | Hypercar | Alpine A424  | Jules Gounon        | QAT     | ITA 13  | SPA 9   | LMS     | SAN     | CDA     | FUJ 7  | BHR 4  |       | 21º | 24    | 4º  | 70    |
| 2025      | Hypercar | Alpine A424  | Mick Schumacher     | QAT 13  | ITA 3   | SPA 3   | LMS     | SAN     | CDA     | FUJ    | BHR    |       | 5º  | 30    | 4º  | 34    |
| 2025      | Hypercar | Alpine A424  | Frédéric Makowiecki | QAT 13  | ITA 3   | SPA 3   | LMS     | SAN     | CDA     | FUJ    | BHR    |       | 5º  | 30    | 4º  | 34    |
| 2025      | Hypercar | Alpine A424  | Jules Gounon        | QAT 13  | ITA 3   | SPA 3   | LMS     | SAN     | CDA     | FUJ    | BHR    |       | 5º  | 30    | 4º  | 34    |
| 2025      | Hypercar | Alpine A424  | Ferdinand Habsburg  | QAT 14  | ITA 13  | SPA 8   | LMS     | SAN     | CDA     | FUJ    | BHR    |       | 16º | 4     | 4º  | 34    |
| 2025      | Hypercar | Alpine A424  | Charles Milesi      | QAT 14  | ITA 13  | SPA 8   | LMS     | SAN     | CDA     | FUJ    | BHR    |       | 16º | 4     | 4º  | 34    |
| 2025      | Hypercar | Alpine A424  | Paul-Loup Chatin    | QAT 14  | ITA 13  | SPA 8   | LMS     | SAN     | CDA     | FUJ    | BHR    |       | 16º | 4     | 4º  | 34    |